# امدرب (لودر)

تعديل مصدري - تعديل

امدرب هي إحدى قرى عزلة زارة بمديرية لودر التابعة لمحافظة أبين، بلغ تعداد سكانها 409 نسمة حسب تعداد اليمن لعام 2004.